# Pittsburgh Business Times
Le Pittsburgh Business Times est un journal économique hebdomadaire écrit en anglais. Fondé en 1984, il est publié à Pittsburgh en Pennsylvanie par le American City Business Journals.